# Irakli Azarovi
Irakli Azarovi (en georgià: ირაკლი აზაროვი; nascut a Tbilsi el 21 de febrer de 2002) és un futbolista professional georgià que juga com a lateral esquerre al Shakhtar Donetsk de la Premier League d'Ucraïna i a la selecció de Geòrgia.

## Trajectòria

### Geòrgia
Azarovi es va unir a un dels clubs de la seva ciutat natal, el Dinamo Tbilisi, als 10 anys. Va debutar amb el primer equip del Dinamo el 2019 en una victòria a casa contra el Rustavi per 3-1. Va participar principalment com a suplent, jugar només set partits el 2019 i cinc la temporada 2020, contribuint en ambdues perquè el Dinamo guanyés el títol nacional de Geòrgia.
El 2021, Azarovi va arribar a un reforçat Dinamo Batumi i va aconseguir fer-se un lloc com a habitual lateral esquerre titular d'un equip que va acabar guanyant la lliga 2021 després d'una gran temporada. Això també el va fer convertir-se en habitual de la selecció de Geòrgia, la qual cosa va despertar l'interès d'alguns clubs de l'estranger.

### Sèrbia
Després de mitja temporada més amb el Dinamo Batumi, l'Estrella Roja de Belgrad va portar Azarovi a la lliga sèrbia. El desembre de 2022, es va anunciar com un dels 10 laterals esquerres més talentosos del futbol mundial. Azarovi va jugar 21 partits de lliga amb el club serbi, que va aconseguir el títol de lliga aquesta temporada. D'aquesta manera, als seus 21 anys ja portava quatre lligues consecutives.

### Ucraïna
El 22 d'agost de 2023, el Shakhtar Donetsk ucraïnès va anunciar el fitxatge d'Azarovi amb un contracte de cinc anys. El seu primer any va jugar 32 partits en totes les competicions, guanyant la Lliga i la Copa d'Ucraïna.
Després d'aquesta temporada, Azarovi es va unir a la llista dels cinc jugadors georgians més valorats.

## Selecció de Geòrgia
Azarovi va ser habitual de totes les categories inferiors de la selecció georgiana des del 2017. També va participar en els quatre partits de la selecció nacional sub-21 al campionat d'Europa sub-21 del 2023.
El 2 de juny de 2021 va debutar amb la selecció absoluta en un partit amistós contra Romania. Va participar en la majoria dels partits de la UEFA Nations League de Geòrgia 2022-23, que van obrir el camí per a la seva primera classificació per a un gran torneig internacional.

## Estadístiques

### Clubs
Actualitzat a 10 d'agost de 2025
| Club                | País    | Any       | Partits | Gols |
| ------------------- | ------- | --------- | ------- | ---- |
| SK Dinamo Tbilisi   | Geòrgia | 2019-2020 | 14      | 0    |
| FC Dinamo Batumi    | Geòrgia | 2021-2022 | 65      | 4    |
| Estrella Roja       | Sèrbia  | 2022-2023 | 26      | 0    |
| FC Shakhtar Donetsk | Ucraïna | 2023-     | 50      | 0    |

### Selecció
Actualitzat a 28 de marc de 2025
| Selecció Nacional | Any   | Partits | Gols |
| ----------------- | ----- | ------- | ---- |
| Georgia           | 2021  | 6       | 0    |
| Georgia           | 2022  | 4       | 0    |
| Georgia           | 2023  | 8       | 0    |
| Georgia           | 2025  | 1       | 0    |
| Total             | Total | 19      | 0    |

## Palmarès

#### Dinamo Tbilisi
- 2 Erovnuli Liga: 2019, 2020

#### Dinamo Batumi
- 1 Erovnuli Liga: 2021

#### Estrella Roja Belgrad
- 1 SuperLliga Sèrbia: 2022–23
- 1 Copa de Sèrbia: 2022–23

#### Shakhtar Donetsk
- 1 Premier League d'Ucraïna: 2023–24
- 2 Copes d'Ucraïna: 2023–24, 2024-25[7]

#### Individual
- Defensa de l'any a l'Erovnuli Liga: 2021[8]
- Membre de l'equip de la temporada de l'Erovnuli Liga 2021[9]
- Membre de l'equip de la temporada de l'Erovnuli Liga 2022[9]